# Cebanico
Cebanico is een gemeente in de Spaanse provincie León in de regio Castilië en León met een oppervlakte van 89,75 km². Cebanico telt 171 inwoners (1 januari 2016).

## Demografische ontwikkeling
Bron: INE, 1857-2011: volkstellingen